# Почесні громадяни Дніпра
Нижче наведений список почесних громадян Дніпра.

## Почесні громадяни Дніпропетровська
1. Махота Петро Семенович — Герой Соціалістичної Праці, ветеран заводу ім. Петровського
2. Сарана Надія Онисимівна — активна підпільниця в роки німецько-радянської війни, зв'язкова ЦК КП України
3. Макаров Олександр Максимович — двічі Герой Соціалістичної Праці, лауреат Ленінської премії, колишній генеральний директор «ПМЗ» ім. Макарова
4. Брежнєв Леонід Ілліч — генеральний секретар ЦК КПРС, голова президії Верховної ради СРСР
5. Кацай Василь Іванович — муляр ДБК-2
6. Щелоков Микола Онисимович — міністр внутрішніх справ СРСР
7. Яловий Іван Павлович — Герой Радянського Союзу, льотчик-бомбардувальник
8. Хоменко Володимир Ілларіонович — голова Жовтневої районної ради ветеранів
9. Штанєв Яків Іванович — Герой Радянського Союзу
10. Баюл Оксана Сергіївна — перша чемпіонка зимових Олімпійських ігор України
11. Костромін Георгій Андрійович — член президії обласної ради ветеранів
12. М'ясников Михайло Іванович — Герой Радянського Союзу
13. Постіл Микола Степанович — заслужений діяч освіти, колишній депутат міської ради
14. Гордієнко Іван Карпович — учасник німецько-радянської війни, брав участь у відбитті Дніпропетровська
15. Попков Віталій Іванович — двічі Герой Радянського Союзу
16. Кучма Леонід Данилович — президент України у 1994—2005 роках
17. Шавурін Петро Іванович — Герой Радянського Союзу, ветеран німецько-радянської війни
18. Потьомкін Олексій Миколайович — Герой Радянського Союзу, ветеран німецько-радянської війни, учасник битви за Дніпро
19. Моссаковський Володимир Іванович — учасник німецько-радянської війни, Герой Соціалістичної Праці, дійсний член Національної Академії України
20. Швець Микола Антонович — міський голова у 1994—1999 роках, голова Дніпропетровської обласної ради у 2004—2005 роках
21. Волівач Іван Васильович — голова міського фонду соціального захисту учасників війни і членів їх родин, генерал-майор у відставці, член президії міської ради ветеранів України
22. Деркач Микола Іванович — голова Дніпропетровської обласної організації Народної партії; член Політради НП; народний депутат України VI скликання
23. Дзяк Георгій Вікторович — ректор Дніпровського державного медичного університету, доктор медичних наук, професор, академік АМН України
24. Козловський Альфред Іванович — директор інституту розвитку Відкритого акціонерного товариства «Нижньодніпровський трубопрокатний завод», Герой України
25. Мазов Василь Федорович — Герой Соціалістичної Праці, ветеран війни, заслужений металург України
26. Мігдєєв Олександр Васильович — колишній голова виконкому міської ради
27. Ошко Володимир Петрович — ветеран, заслужений працівник заводу ім. Петровського, який понад 20 років займав керівні державні посади
28. Мельников Жан Олександрович — художній керівник Дніпровського академічного театру драми і комедії, народний артист України
29. Будник Василь Сергійович — основоположник КБ «Південне» ім Янгеля, Герой Соціалістичної Праці, академік НАН України
30. Команов Володимир Геннадійович — ветеран ракетно-космічної галузі України, один із основоположників ракети-носія «Зеніт» та міжнародної програми «Морський старт», кандидат технічних наук, Герой України, заслужений машинобудівник України, лауреат Ленінської премії і державної премії України, академік Міжнародної академії аеронавтики та Академії космонавтики ім. К. Е. Ціолковського
31. Рахманов Султанбай Сабурович — багаторазовий чемпіон Світу, Європи та Олімпійських ігор з важкої атлетики, колишній віце-президент Федерації Олімпійських чемпіонів та президент Міжнародної асоціації інвалідів і ветеранів спорту
32. Ус Станіслав Іванович — ветеран ракетно-космічної галузі України, Герой Соціалістичної Праці, академік Академії технологічних наук України, генеральний директор фонду «Патріот», заслужений машинобудівник України, депутат Дніпропетровської міської ради V та VI скликань
33. Васильєв Павло Михайлович — почесний голова організації ветеранів України міста Дніпра, ветеран німецько-радянської війни та праці, генерал-майор
34. Небоженко Володимир Павлович — народний художник України, скульптор, член Національної Спілки художників України
35. Конюхов Станіслав Миколайович — ветеран ракетно-космічної галузі України, Герой України, доктор технічних наук, професор, академік Національної академії наук України
36. Березняк Євген Степанович — Герой України, розвідник, заслужений вчитель України, доктор педагогічних наук.
37. Веретенников Віктор Олександрович — Президент Публічного акціонерного товариства "Комбінат «Придніпровський», член Національної спілки письменників України, член Національної спілки кінематографістів України, керівник Комітету із захисту національного виробника Національної спілки журналістів України, заслужений діяч мистецтв України.
38. Митрополит Дніпропетровський та Павлоградський Іриней (Середній Іван Петрович) — кандидат богословських наук.
39. Куліченко Іван Іванович — міський голова з січня 2000 року по листопад 2014 року.

## Позбавлені звання «Почесний громадян Дніпропетровська»
1. Кобзон Йосип Давидович — 3 вересня 2014 року депутати Дніпровської міської ради позбавили звання й ухвалили рішення про те, що гімн Дніпропетровська «Днепропетровск мой дом родной» відтепер звучатиме у виконанні зразкового дитячого музичного театру «Волшебный мост»[1].
2. Вілкул Олександр Юрійович — екс віце-прем'єр-міністр України, голова Дніпропетровської обласної державної адміністрації з березня 2010 року по грудень 2012 року.
3. Лазаренко Павло Іванович — екс-Прем'єр-міністр України, український злочинець, відомий своєю корупцією.

## Почесні громадяни Дніпра
- Шулик Іван Іванович (1946—2021 рр.) ― активіст, громадсько-політичний діяч, ветеран Народного Руху, театральний художник, Заслужений діяч мистецтв України (2008). У 1988 році став одним із засновників обласного і міського товариств української мови ім. Д. І. Яворницького. У 1991 році на майдані біля театру ім. Т. Г. Шевченка вперше у м. Дніпропетровську ним було урочисто піднято синьо-жовтий прапор. У 2004 році брав активну участь у Помаранчевій революції, у лютому 2014 року — у Революції Гідності. Звання присвоєно у 2022 році (посмертно).
- Півняк Геннадій Григорович (1940 р.н.) ― вчений у галузі електроенергетики, засновник наукової школи гірничої та металургійної електроенергетики, доктор технічних наук, професор, академік Національної академії наук України. Академік НАН України, Почесний доктор Краківської гірничо-металургійної академії, Фрайберзької гірничої академії, заслужений працівник нафтової і газової промисловості Польщі, член Всесвітнього гірничого комітету і Європейської співдружності з інженерної освіти (IGIP), член редколегій провідних журналів в Україні, Росії, Німеччині, Польщі, член організаційних комітетів міжнародних науково-технічних конференцій з проблем електроенергетики і екосистем (Швейцарія, Німеччина, Велика Британія, Бразилія, Канада, Польща). Звання присвоєно у 2021 році. Державні нагороди: 1986 р. — Орден Трудового Червоного Прапора; 1999 р. — Орден князя Ярослава Мудрого V ступеня; 1999 р. — Почесна грамота Кабінету Міністрів України; 2003 р. — Почесна грамота Верховної Ради України; 2004 р. — Орден князя Ярослава Мудрого IV ступеня; 2012 р. — Орден «За заслуги» ІІІ ступеня; 2015 р. — Орден «За заслуги» ІІ ступеня; 2021 р. — Орден «За заслуги» I ступеня. Неодноразово нагороджувався відзнаками Дніпропетровської обласної ради та міського голови.
- Ченцов Віктор Васильович (1961 р.н.) ― перший проректор, голова вченої ради Університету митної справи та фінансів, доктор історичних наук, доктор наук з державного управління, професор, Заслужений діяч науки і техніки України, державний радник митної служби ІІІ рангу. Автор понад 300 наукових та навчально-методичних праць з проблем політичних репресій у радянський період історії України, діяльності спеціальних служб, митних органів України, у тому числі виданих за кордоном: в Германії, Ізраїлі. Звання присвоєно у 2021 році. Державні нагороди: 2005 р. — Почесна грамота Кабінету міністрів України; 2007 р. — Почесне звання «Заслужений діяч науки і техніки». Неодноразово нагороджувався відзнаками Дніпропетровської обласної ради та міського голови.
- Пінчук Віктор Михайлович (1960 р.н.) ― бізнесмен, філантроп, засновник Благодійної організації "Благодійний фонд Віктора Пінчука «Сучасне мистецтво в Україні». Кандидат технічних наук (1987). Лауреат Державної премії України в галузі науки і техніки (2004). Звання присвоєно у 2021 році.
- Пшінько Олександр Миколайович (1948—2022 рр.) ―ректор Дніпровського національного університету залізничного транспорту імені академіка В. Лазаряна, доктор технічних наук, професор, академік Транспортної академії України, член-кореспондент Академії будівництва України та Міжнародної інженерної академії, дійсний член Нью-Йоркської академії наук (США), член Міжнародної Асоціації мостобудівників та інженерів-будівельників (IABSE, Швейцарія). Звання присвоєно у 2020 році. Державні нагороди, почесні звання: 1976 р. — Орден «Знак Пошани»; 1996 р. — Почесне звання «Заслужений працівник народної освіти України»; 2000 р. — Орден «За заслуги» ІІІ ступеня; 2003 р. — Лауреат премії Академії будівництва України ім. академіка М. С. Буднікова; 2004 р. — Почесна Грамота Кабінету Міністрів України; 2005 р. — Орден «За заслуги» ІІ ступеня; 2005 р. — Лауреат державної премії України в галузі науки і техніки; 2008 р. — Орден «За заслуги» І ступеня; 2012 р. — Почесна Грамота Верховної Ради України. Неодноразово нагороджувався відзнаками Дніпропетровської обласної ради та міського голови.
- Лазебник Валентина Іванівна (1950 р.н.) ― українська історикиня, краєзнавиця, публіцистка, громадська діячка, членкиня Національної спілки краєзнавців України та Українського центру розвитку музейної справи, завідувачка науково-дослідного та експозиційного відділу історії України XIV — початку ХХ століття Комунального закладу культури «Дніпропетровський національний історичний музей імені Д. І. Яворницького» Дніпропетровської обласної ради. Неодноразово нагороджувалась відзнаками Дніпропетровської обласної державної адміністрації та міського голови. Звання присвоєно у 2020 році. Державні нагороди: 2000 р. — Подяка Міністерства культури і мистецтв України; 2005 р. — Почесна Грамота Міністерства культури і мистецтв України; 2006—2007 рр. — Диплом лауреата Міжнародного благодійного фонду «Україна 3000» та Українського центру розвитку музейної справи за Програмою підтримки музейних працівників; 2009 р. — Орден Княгині Ольги ІІІ ступеня; 2016 р. — Подяка Прем'єр-міністра України за громадську активність та високий професіоналізм в роботі.
- Мельник Михайло Васильович (1957 р.н.) ― засновник, директор — художній керівник Комунального закладу культури "Дніпровський академічний український театр одного актора «Крик» Дніпровської міської ради, актор, заслужений артист України,   народний артист України, лауреат Національної премії України імені Тараса Шевченка. Неодноразово нагороджувався відзнаками Дніпропетровської обласної державної адміністрації та міського голови. Звання присвоєно у 2019 році. Державні нагороди, почесні звання: 1994 р. — Почесне звання «Заслужений артист України»; 2005 р. — Почесне звання «Народний артист України»; 2007 р. — Національна премія України імені Тараса Шевченка; 2016 р. — відзнака Президента України «За гуманітарну участь в анти-терористичній операції»; 2018 р. — Грамота Верховної Ради України «За заслуги перед українським народом».
- Савченко Віктор Григорович (1952 р.н.) ― ректор Дніпропетровського державного інституту фізичної культури і спорту, Заслужений майстер спорту з боксу, доктор педагогічних наук, професор, академік Української академії наук. Нагороджений Почесною Грамотою Президії Верховної Ради України (2002), Почесною грамотою Верховної Ради України (2005), Нагрудним знаком «Петра Могили» (2005), Грамотою Кабінету Міністрів України (2005), Почесним орденом «Об'єднана Європа» Міжнародної програми «Євро освіта 2005». Срібний і бронзовий призер Олімпіад 1976 р., 1980 р., чемпіон Світу 1978 р., чемпіон Європи 1977 р., срібний призер чемпіонатів Європи 1975 р., 1979 р, чемпіон СРСР 1977—1980 рр., чемпіон VI Спартакіади України 1975 р., переможець чемпіонатів України 1971, 1973, 1974 рр. Звання присвоєно у 2018 році.
- Вершиніна Людмила Іванівна (1928—2021 рр.) ― українська театральна акторка, народна артистка України. Понад 60 років свого життя присвятила сцені Дніпровського академічного театру драми та комедії. Творча діяльність актриси відзначена в енциклопедії українського театру, сучасній енциклопедії та у підручнику «Історія українського театру». Нагороджена орденами «Знак пошани», «Трудового Червоного прапора», «Дружби народів», «1020-ліття Хрещення Русі» (православна церква). Звання присвоєно рішенням міської ради від 20.09.2017 № 73/24.